# Tomocichla
Tomocichla (von gr. „tomos“ = Baumstumpf + Cichla; wahrscheinlich wegen der Form der Zähne) ist eine amerikanische Buntbarschgattung. Das Verbreitungsgebiet der Gattung liegt im südlichen Mittelamerika und reicht von Nicaragua über Costa Rica bis Westpanama.

## Merkmale
Tomocichla-Arten werden 25 bis 30 Zentimeter lang, Weibchen bleiben kleiner. Der Körper der Tomocichla-Arten ist mehr oder weniger langgestreckt, der Körper ist aber höher als bei Theraps oder Rheoheros. Von der Gattung Cichlasoma, zu der eine der Tomocichla-Arten früher gerechnet wurden, unterscheidet sich die Gattung vor allem durch die Stellung der Bauchflossen, die bei Tomocichla nach hinten verlagert sind. Als diagnostisches Merkmale der Gattung gelten die konischen und abgeflachten Zähne im vorderen Abschnitt des Unterkiefers und die hinten abgerundete Rücken- und Afterflosse. Die Anzahl der Stacheln in der Afterflosse beträgt vier oder fünf. Das Maul ist klein und unterständig, die Lippen sind gut entwickelt. Tomocichla-Arten sind auf der Rückenseite dunkel und weißlich, grau oder cremefarben am Bauch. Die Gattung Tomocichla ähnelt am meisten der Gattung Paraneetroplus, hat jedoch nicht die für diese Gattung typischen, nach vorne gerichteten Zähne im Unterkiefer.
Tomocichla-Arten sind Offenbrüter, die ihr Gelege auf einen Stein oder eine Wurzel deponieren. Während der Fortpflanzung nehmen die Fische eine dunklere, kontrastreichere Färbung mit auffallenden dunklen Bändern und einer dunklen Region zwischen den Augen an.

## Arten
Gegenwärtig besteht die Gattung aus zwei beschriebenen Arten.
- Tomocichla asfraci Allgayer, 2002
- Tomocichla tuba (Meek, 1912)

Siebolds Buntbarsch, der für einige Zeit der Gattung zugeordnet wurde, wird seit April 2016 der neu eingeführten Gattung Talamancaheros zugeordnet.